# Merete Bjørn Hanssen
Merete Bjørn Hanssen (født 24. november 1929 i Åbenrå, død 7. februar 1987) var en dansk journalist og politiker. Hun var medlem af Folketinget for Venstre fra 1968 til 1972.

## Opvækst og uddannelse
Bjørn Hanssen var datter af redaktør, cand.polit. Ejnar Bjørn Hanssen. Ejnar Bjørn Hanssen var søn af politiker og redaktør af Hejmdal H.P. Hanssen som således var Merete Bjørn Hanssen farfar. Hun tog studentereksamen fra Åbenrå Statsskole i 1948 og gennemførte et journalistkursus i Århus i 1956.

## Journalist
I 1951 blev hun pressesekretær ved Det Danske Selskab. Hun arbejdede som journalist fra 1953. Først på Heimdal, Dannevirke fra 1953 til 1957 og så til 1958 på Aarhuus Stiftstidende. Hun kom derefter til B.T. og blev der indtil hun i 1968 blev ansat på Berlingske Aftenavis. Merete Bjørn Hanssen er med på litteraturforsker John Chr. Jørgensens liste fra 2012 over de 350 mest bemærkelsesværdige kvindelige danske journalister.

## Politiker
Bjørn Hanssen var bestyrelsesmedlem (sekretær) i Venstres Ungdom i Åbenrå Amt fra 1954 til 1956. Hun var opstillet til Folketinget for Venstre i Fredensborgkredsen i 1968 og i Vejlekredsen i 1971. Hun blev valgt til Folketinget ved folketingsvalget 1968 og genvalgt ved valget i 1971. Hun udtrådte af Folketinget 5. september 1972 og blev afløst af Jeppe Kristensen.

## Øvrige tillidshverv
Hun har været bestyrelsesmedlem i B.T.'s medarbejderforening og medlem af Journalistforbundets repræsentantskab. Fra 1968 var hun medlem af repræsentantskab og forretningsudvalg for Krogerup Højskole. Hun blev medlem af repræsentantskabet for Statens Kunstfond i 1969, medlem af Justitsministeriets ægteskabsudvalg i 1969 og medlem af bestyrelsen for Dansk-Grønlandsk kulturfond i 1971.